# Luperina fusca
Luperina fusca là một loài bướm đêm trong họ Noctuidae.